# 菱脇之戰
能登畠山氏舊臣長連龍投效織田家後，在天正六年（1578年）至天正八年（1580年）攻打改投上杉方的昔日同僚三宅長盛、溫井景隆等人的戰事，長連龍取勝後織田家順利控制能登國大部分區域。

## 背景
上杉謙信在天正六年（1577年）閏7月包圍能登七尾城，畠山權臣長續連派遣兒子長連龍遂前往安土城向織田信長求援，織田信長雖派遣家臣柴田勝家、瀧川一益、羽柴秀吉等人北上支援，但上杉謙信後在9月15日因為遊佐續光、三宅長盛、溫井景隆的內應，順利攻陷能登七尾城，甚至攻入加賀國，長氏一族多數遭到上杉軍與遊佐續光、溫井景隆屠殺。
織田軍無功而返。尚滯留加賀的柴田勝家等人在允諾將協助長連龍復仇，趁機先搶收加賀國的糧草，御幸塚砦安排佐久間盛政進入，織田軍也對大聖寺城進行增築，並由柴田勝家入駐，大軍在10月3日撤離北陸。

## 戰況
趁著上杉謙信在天正六年（1578年）病故後，上杉家爆發御館之亂，長連龍在柴田勝家協助下招募浪人500多人，又號招長氏舊臣300多人，從越前國三國浦搭乘8艘船艦出海，途中一度遇到海難而損失3艘船艦而被迫返航，但能登輪島的住人中島藤次又贈與長連龍3艘船艦，終在8月3日順利出海，聚集1千兵力在能登羽咋郡富木浦登陸。
長連龍的首要目標便是攻打長氏過往的居城穴水城，當時因為能登珠洲郡正院一揆蜂起，上杉家安排的穴水城將長澤光國與七尾城將鯵坂長實前往平亂，僅留下小山田善兵衛留守，長連龍在8月14日於飯之平布陣後，豎起昇龍降龍之旗誇飾軍威，小山田善兵衛自覺難守遂退往甲山，長連龍收復穴水城。
留守能登的上杉方諸將聽聞穴水城落入長連龍之手後又驚又怒，長澤光國聯合平子和泉、松川兵部等上杉家臣及原屬能登畠山氏的降將遊佐續光、三宅長盛溫井景隆大舉來攻，而長連龍也未坐以待斃，出城在月崎、棚木、內浦一帶跟上杉軍游擊。長連龍也去信給柴田勝家求援，但因為海路受阻，柴田勝家希望長連龍能憑藉城防支持到隔年春天。
由於外援未至，城中糧食漸乏，長連龍遂假裝向上杉家投降，在10月21日前往七尾城跟鯵坂長實會面時，伺機在夜宿寶幢寺時襲擊看守者，逃往石動山阿彌陀院，在上杉方的追兵抵達七曲坂時，長連龍已經到達越中國冰見，藏匿在二上山的金光院，後又依附織田方的越中勢力神保氏張，兩人也在11月時攻打冰見城主堀江彌八郎，並拿下冰見城，而織田信長也在11月21日去信佐佐權左衛門，讓他安排長連龍退往越中守山，讓堀秀政安排神保長住、神保氏張協助長連龍，轉達因為荒木村重反叛推延織田軍北上，會到來年春天才攻打能登。
長連龍在天正七年（1579年）出兵攻打越中國上杉方的岩倉城，在交戰中順利斬殺城主岩倉薩摩，當年5月又攻打湯山城，城主河田主膳不敵投降，同一時間，長連龍也頻頻去信，請求織田信長出兵能登，織田信長雖許諾會幫助長連龍報仇，卻未適時出兵，先送長連龍一把貞宗刀獎賞其戰功，同年6月，長連龍也迎娶了神保氏張之妹為妻，織田信長也讓長連龍先留在越中協助神保氏，相關事務都經由堀秀政、佐佐權左衛門進行聯絡。
而仍屬上杉方的溫井景隆、三宅長盛表面上雖與七尾城將鯵坂長實交好，卻也針對甲山城主平子和泉跟巒田肥後暗行詭計，先將巒田肥後騙往松百，然後趁機攻打甲山城，平子和泉出城作戰而陣亡，溫井景隆隨後出兵松百襲擊巒田肥後，巒田肥後與次子新八郎一同戰死，僅長子監物乘船逃回越後。
溫井景隆接著出兵攻打正院城的長景連，卻沒能攻下城池，上杉方的穴水城主長澤光國有感溫井景隆、三宅長盛野心不小，想聯合鯵坂長實一同討伐，但鯵坂長實卻聽信溫井景隆的讒言而拒絕協助，長澤光國大怒下獨自出兵，溫井景隆、三宅長盛遂退往石動山，結果在瀧坂遭到溫井景隆跟三宅長盛的襲擊而陣亡，溫井景隆一時橫行能登，隨後又奪取了七尾城，鯵坂長實逃往近江國。
長連龍見機不可失，自持有織田信長當後盾，在當年冬天出兵至本泉寺布陣，末森城主土肥親真也派遣家臣山莊藤兵衛與山田內藏送來誓書表示要協助長連龍，長連龍也在駐紮在福水過年，而聽聞長連龍來犯的溫井景隆也感到懼怕，在本鄉鉢伏山砦安排八代越中、溫井筑前鎮守，金丸佛性寺砦安排八代肥後、古浦屋新助鎮守，東馬場砦由山莊監物入駐，小竹砦由成田武安入駐。
但在天正八年（1580年）1月時，織田信長去信給長連龍，讓他先配合柴田勝家對加賀一向一揆的戰事，長連龍便先在朝日山構築陣地，後在3月時進入加賀跟佐久間盛政會師，攻打木越的光德寺，長連龍負責從溺手大浦口進攻，一舉攻破光德寺。獲知長連龍轉往加賀的本鄉鉢伏山砦將領八代越中、溫井筑前本想趁機攻打福水，未料長連龍竟跟佐久間盛政迅速攻破本德寺，長連龍聞訊後旋即反攻，在飯山擊破八代越中、溫井筑前的部隊，更追擊去拿下本鄉鉢伏山砦，長連龍也在白瀨山構築城砦，安排鈴木因幡守跟田邊七郎左衛門入駐，而長連龍這一連串表現，也獲得織田信長獎勵。
6月9日時，金丸佛性寺砦的八代肥後跟八代備中出兵600人想奪回本鄉鉢伏山砦，一路經鼠子走陸路，一路從金丸湖從水路進擊，長連龍出兵至菱脇，家臣鈴木因幡守也出兵至四柳，當八代肥後跟八代備中行軍至菱脇時，先由鈴木因幡守用洋槍射擊，長連龍領兵隨後發動攻勢，一舉將敵軍擊潰，八代肥後跟八代備中、古浦屋新助等將領戰死，兵力損失上百，而長連龍也追擊而去順勢拿下金丸佛性寺砦，接著兵進東馬場砦跟小竹砦，放火將兩處城砦燒毀，城將山莊監物、成田武安棄守而逃，長連龍回歸福水，鈴木因幡守撤回本鄉鉢伏山砦，溫井景隆跟三宅長盛本為救援金丸而出兵，途中卻接獲三處城砦都被攻陷的消息，索性轉往攻打本鄉鉢伏山砦，鈴木因幡守聞訊後乾脆放火燒掉本鄉鉢伏山砦退去跟長連龍會合，長連龍當年領兵來攻打由溫井下總把守的穴水城，溫井下總不敵，棄城逃往越後。

## 戰後
溫井景隆跟三宅長盛兄弟深感不妙，商議之後便由三宅長盛前往近江安土城，向織田信長請降，織田信長便派出德山則秀前往能登告知長連龍此事，長連龍也派遣家臣長壹歧向信長表示不，因此9月時信長也去信獎賞長連龍的功勞也賜給他絹五匹,承認他領有鹿島西半郡的知行，表示這些奸人之事，信長會進行處理，能登事務的聯絡也交給菅屋長賴。長連龍便派遣太田主計前往安土城謝恩。
為了博取織田信長的歡心，溫井景隆也著力巴結菅屋長賴，在過年時贈銀50枚，也在天正九年（1581年）2月去信柴田勝家，並贈與海苔一箱，希望勝家居中斡旋。
織田信長仍在天正九年3月派遣菅屋長賴擔任七尾城代，前田利家擔任飯山城代，福富秀勝任富木城代職掌能登國，隨後就在6月時放逐遊佐續光一族，溫井景隆、三宅長盛心知不妙，遂逃出七尾城投奔石動山，在當年7月再逃去越後依附上杉景勝，《信長公記》稱遊佐一族被逼迫自害，《長氏家譜》、《三州志》則稱長連龍在遊佐續光一族被流放後，追至二石村狂言師翁新五郎的府邸，親自誅殺遊佐一族。長連龍在8月時遣使前往安土向織田信長致謝，織田信長也恭賀他順利復仇，回贈長連龍一頭馬8月17日時，織田信長正式將能登國四郡封給前田利家，長連龍歸入前田利家帳下，擔任利家的與力，能登一國大致為織田家平定。